# Antoni Grabowski
Antoni Grabowski (Nowe Dobre, Polònia, 15 de juny de 1857 - Varsòvia, 4 de juliol de 1921) va ser un enginyer químic, i un activista dels primers moviments de la llengua auxiliar internacional esperanto. Les seves traduccions van tenir un gran impacte i van influir decisivament en el desenvolupament de l'esperanto com a llenguatge literari.
Des de ben jove es va interessar per l'esperanto, que va conèixer des de la publicació de l'Unua Libro. Es considera que va ser el primer a parlar en esperanto amb l'iniciador d'aquesta llengua, L. L. Zamenhof. Va presidir durant molt de temps la Societat Polonesa d'Esperanto. Des de 1908, va dirigir la secció de Gramàtica de l'Acadèmia d'Esperanto.

## Educació i carrera professional
Poc després del seu naixement, la família Grabowski es va traslladar des de Nowe Dobre fins a Toruń. A causa de la pobresa dels seus pares, Grabowski va haver de començar a treballar poc després de deixar l'escola.
No obstant això, ell mateix es va preparar, portat pel seu gran desig d'aprendre, per a l'examen d'accés a l'institut d'ensenyament secundari, i ho va aconseguir amb distincions.
A l'Escola Nicolau Copèrnic de Toruń, va demostrar que el seu coneixement era molt superior al dels altres de la seva edat i va ser traslladat dues vegades a un curs superior. El 1879, la situació financera de la família va millorar i, després del seu examen de batxillerat, Grabowski va estudiar filosofia i ciències naturals a la Universitat de Wrocław.
Tot seguit, va treballar com a enginyer químic a Zawiercie i unes quantes localitats que ara són part de la República Txeca, i finalment com a gerent en una factoria tèxtil a Ivanovo-Voznesensk, a 250 km al nord-est de Moscou.
Mentrestant, va continuar els estudis de problemes químics en profunditat. Va ser conegut entre els experts en el tema per tot Europa a causa de nombrosos invents i innovacions tecnològiques. Va ser nominat per a la comissió encarregada de redactar la terminologia tècnica polonesa. Pocs anys després, el 1906, va publicar Słownik chemiczny, el primer diccionari de química polonès.

## Esperanto i literatura
Durant la seva carrera universitària, Antoni Grabowski va desenvolupar un profund interès per la literatura. D'aquesta manera, va esdevenir membre de la Societat Literària Eslava (Towarzystwo Literacko-Słowianskie). De manera gradual, va aprendre un nombre considerable d'idiomes i va esdevenir un autèntic poliglot. Més tard, a part de la seva llengua materna, va ser capaç de parlar nou idiomes i usar-ne passivament uns quinze. No sorprèn, doncs, que Grabowski estigués interessat en la idea d'una llengua internacional.
En aquell moment, aquest paper el pretenia el volapük, de manera que Grabowski el va aprendre. Però quan visita Johann Martin Schleyer, l'autor del projecte, comprova que ni tan sols aquest el sabia parlar de manera fluida. Era evident que la llengua no servia per a un ús quotidià, i Grabowski deixa d'ocupar-se del volapük, però no renuncia a la idea d'una llengua internacional.
L'any 1887, compra i estudia amb detall el Lingvo Internacia, en què el Dr. L. L. Zamenhof presenta el seu projecte de llengua internacional. Impressionat per la senzilla estructural i la capacitat expressiva de l'idioma, Grabowski viatja a Varsòvia i visita Zamenhof. Tradicionalment, es considera que llavors va tenir lloc la primera conversa en esperanto fora de l'àmbit familiar del mateix iniciador de l'idioma.
Igual que Zamenhof, Antoni Grabowski s'adona de la importància de la literatura en el desenvolupament de les llengües, i més encara en el cas de l'esperanto, que comença a transformar-se en una llengua que opera en tots els aspectes de la vida social. Grabowski comença la seva activitat i ja el 1888 apareix la seva traducció de La tempesta de neu d'Aleksandr Puixkin. L'any 1889, continua amb Els germans, de Johann Wolfgang von Goethe.
Quan el 1904 es funda la Societat Esperantista de Varsòvia, Grabowski es converteix en el seu president. El 1908, és nomenat director de la secció de Gramàtica de l'Acadèmia d'Esperanto. Al mateix temps, redacta articles, dona conferències i desenvolupa tasques organitzatives.
Entre els anys 1908-1914 fa classes en diverses escoles de Varsòvia. És un dels primers a adonar-se dels valors propedèutics de l'esperanto, com reflecteix en un article del 1908, en què posa en relleu la capacitat de l'esperanto per a facilitar l'aprenentatge del francès i el llatí.
L'antologia El Parnaso de Popoloj, que va aparèixer el 1913, és una col·lecció de 116 poemes, amb representació de 30 llengües i cultures; 6 estaven escrits originàriament en esperanto i la resta traduïts.
Durant la Primera Guerra Mundial, Grabowski, ja malalt, es queda sol a Varsòvia, ja que la resta de la seva família fuig a Rússia. En aquesta situació, tradueix l'epopeia polonesa Pan Tadeusz d'Adam Mickiewicz. La traducció és superba, fidel al contingut i a la forma, i és considerada com un model de la millor literatura en esperanto.
Després de la mort de Zamenhof, el 1917, viu de manera molt solitària i el seu estat de salut s'empitjora. Continua treballant per a l'esperanto, però mor l'any 1921.

## Obres

### Poesia original
- La tagiĝo
- La reveno de l' filo
- Sur unu kordo
- La pluva tago
- Al la semanto
- Jubilea kantato
- Saluto el Varsovio

### Antologies
- La liro de la esperantistoj - 1893
- El Parnaso de Popoloj

### Traduccions
- La gefratoj, de Johann Wolfgang von Goethe - 1889
- Mazepa, de Juliusz Słowacki
- Halka, de Stanisław Moniuszko
- Sinjoro Tadeo, d'Adam Mickiewicz
- La neĝa blovado, d'Aleksandr Puixkin - 1888
- En Svisujo, de Juliusz Słowacki
- Ŝi la Tria, de Henryk Sienkiewicz
- Pekoj de Infaneco, de Bolesław Prus
- Consilium Facultatis, de Fredo

### Articles
- Esperanto kiel propedeŭtiko de lingvoj, Pola Esperantisto - 1908

### Altres
- Kondukanto internacia de l'interparolado
- Granda Vortaro Pola-Esperanto kaj Esperanto-Pola